# Elektroenergetika
Elektroenergetika je področje elektrotehnike, ki se ukvarja s preučevanjem in delovanjem možnosti proizvodnje, prenosa in porabe električne energije. Prav tako preučuje in razvija električne naprave, ki so del elektroenergetskega sistema, kot so: električni generator, elektromotor, transformator (transformatorska postaja), daljnovod, elektrarna, ... 
Elektroenergetiki preučujejo celotno električno omrežje, od proizvajalca do porabnika, z namenom vzpostavitve sistema racionalne porabe električne energije in možnosti njene uporabe, kjer je to potrebno in mogoče. 